# 우드먼역
우드먼역(Woodman)은 로스앤젤레스 메트로 버스웨이의 주황선의 역 가운데 하나이다. 우드먼/밸리 글렌(Woodman/Valley Glen)이라고도 한다. 남북으로 이동하며 동서 버스 노선을 가로지르는 인접의 우드먼 애버뉴(Woodman Avenue)의 이름을 따서 명명되었다. 역은 샌 페르난도 밸리에 있는 로스앤젤레스의 밸리 글렌 구역에 있다.
역은 실제로 옥스나드 가(Oxnard Street) 다음에 있고 우드먼 애비뉴의 동쪽에 위치해 있다.

## 운행 정보

### 역 구조
| 동행 | 주황선 | 채츠워스 방면 (반 누이스)       |
| 서행 | 주황선 | 노스할리우드 방면 (밸리 칼리지) |

### 메트로 버스웨이 운행 정보
메트로 버스웨이 주황선은 매일 24시간 운행한다.

### 연결 가능한 버스노선
- 메트로 로컬: 154, 158

### 인근 역세권
- 메트로 오렌지 라인 자전거 경로 - 역에 인접.